# Long Live Rock ’n’ Roll
Long Live Rock ’n’ Roll — третий студийный альбом британско-американской рок-группы Rainbow, вышедший 9 апреля 1978 года.
В 2002 году альбом занял 40-ю позицию в рейтинге «100 лучших рок-альбомов всех времён» по версии журнала Classic Rock, а в 2016 году — 49-е место в списке «Лучших альбомов 1970х».

## История создания
В январе 1977 года Ричи Блэкмор решает обновить состав группы, заменив басиста и клавишника. Басист Джимми Бэйн был шокирован, когда отправился в офис группы, чтобы получить информацию о сессиях записи для альбома, только для того чтобы ему сообщили, что его услуги больше не нужны. Около месяца с группой репетировал вновь призванный Грубер, но в конечном итоге басистом стал Марк Кларк. Адекватную замену Кэри найти не удалось, поэтому его увольнение было отложено.
В мае группа уже находилась в студии «Шато д’Эрувиль», расположенной в замке недалеко от Парижа. До Rainbow здесь записывались другие исполнители: Дэвид Боуи (Pin Ups), Pink Floyd (Obscured by Clouds), Элтон Джон (Honky Chateau).
В отличие от предыдущего альбома Rising, записанного менее, чем за 2 недели, запись этого альбома шла долго и нерезультативно: «По прошествии шести недель мы обнаружили, что практически ничего не сделали, — вспоминает Блэкмор. — По сути дела, мы по-настоящему бездельничали, и если получалось найти хороший повод уклониться от записи, мы его использовали. Думаю, тот факт, что мы играли в футбол в течение десяти дней подряд, не способствовал работе».
Ричи Блэкмор всё более критично относился к Тони Кэйри. Однажды он попросил Тони подойти в студию и сыграть органное соло. Тот ответил, что придёт через несколько часов, когда почувствует, что готов к записи. «Это было его ошибкой, — сказал Кози Пауэлл. — Если Ричи просит прийти сыграть соло, значит, нужно приходить и играть. Можно сказать, что Тони сам разогрел розги для своей спины. Он был очень хороший музыкант, но слишком высокомерный и напыщенный. Он сам напросился». В конечном итоге терпение Блэкмора кончилось: «Тони зашёл в студию со стаканом виски в руке и клавишными под мышкой, — вспоминает Кози Пауэлл. — Вдруг он поскользнулся, и содержимое стакана вылилось на микшерный пульт, выведя его из строя. Это был конец для него».
Не устроила Ричи и игра Марка Кларка, который слишком часто не попадал в ритм. Срочно связались с Джимми Бэйном, но он отказался вернуться в группу. Тогда Блэкмору самому пришлось брать в руки бас-гитару. К июлю 1977 года основная часть работы была закончена. Группа уехала на гастроли с Дэвидом Стоуном и Бобом Дэйсли. Окончательно альбом был дописан в декабре. Хотя они указаны в альбоме в составе группы, на самом деле принимали участие в записи только нескольких песен. Альбом вышел лишь в апреле 1978 года. По словам Тони Кэйри, он записал большинство партий клавишных, но не был упомянут на обложке альбома.

## Об альбоме
По мнению некоторых критиков, заглавный трек альбома, «Long Live Rock 'n' Roll», заранее оставил подземелья и драконов в шкафу и своим гимновым припевом и упрощённой структурой ясно предвещал грядущую звуковую трансформацию группы от фэнтезийного стиля Castle Metal, совместно созданного Ричи Блэкмором и Ронни Джеймсом Дио, к жанру album-oriented rock.
Музыкальный критик Мартин Попофф считает, что второй трек альбома, «Lady of the Lake» — это шедевр, состоящий из содержательных пауз, пространств, уютной расслабленности и простоты, вплоть до того, что половину песни определяет вокальная мелодия Ронни Дио, подкреплённая гитарными звуками Ричи Блэкмора. Затем группа переходит к очень мелодичному припеву, но мелодичному в очень классическом смысле. По мнению журнала Classic Rock, «Lady of the Lake» демонстрирует способность Ронни справляться с чем-то, граничащим с поп-музыкой, сохраняя при этом рок-чувствительность.
Игра на виолончели (Ричи периодически брал уроки игры у Хью Макдауэлла из Electric Light Orchestra) помогла Блэкмору создать рифф к песне «Gates of Babylon»; Ричи, по его словам, никогда не смог бы сочинить подобное на гитаре. Онлайн-издание Ultimate Classic Rock в восторженных выражениях описывает эту композицию: «Поистине, словами не описать великолепие центральной композиции альбома Long Live Rock 'n' Roll, „Gates of Babylon“, которая сочетает восточные гаммы и глубокую любовь Блэкмора к классической музыке на фундаменте хард-рока, столь же внушительном, как гранитные стены, окружающие этот легендарный город. Это хэви-метал в его самом величественном проявлении». В 2022 году гитарное соло Ричи Блэкмора из композиции «Gates of Babylon» вошло в рейтинг «75 величайших гитарных соло всех времён», составленного по итогам голосования слушателей британской радиостанции Planet Rock.
Открывающая вторую сторону оригинального LP песня «Kill the King», впервые дебютировала в концертном альбоме On Stage. Она начинается взрывными звуками барабанов Кози Пауэлла, но как только начинаются куплеты, барабанщик переходит на двойной бас, демонстрируя классику спид-метала. По образному выражению музыкального обозревателя Эдуардо Ривадавиа, песня «представляет музыкантов Rainbow, проносящихся по небесам с абсолютно захватывающим дух темпом, почти достигая сверхзвуковой скорости за дикими криками Ронни Джеймса Дио, когда он нагло излагает свои безжалостные цареубийственные намерения».
Дэвид Стоун остался разочарован музыкой в альбоме, выделяя только трек «Gates of Babylon», соавтором которого он был.
«У нас мог бы быть целый альбом как „Gates of Babylon“. Это было бы революционно. Честно говоря, я нашёл музыку немного скучной, мне неприятно это говорить, но это так. Орган Хаммонда был тем, что они использовали в конце 60-х и начале 70-х годов, и я переходил на более современные клавишные, синтезаторы, клавинеты и фортепиано Fender Rhodes. Поэтому, когда я получил работу с Блэкмором, я подумал, вы, ребята, как ретроспектива, как будто это снова был Deep Purple, но не прогрессив-рок».
— Дэвид Стоун, интервью Metal Express Radio

## Релиз и критика
В апреле 1999 альбом был переиздан на CD. 19 ноября 2010 альбом издан на SACD. В 2012 году вышло делюкс-издание.
Журнал Metal Hammer, включивший Long Live Rock ’n’ Roll в свой список «500 лучших металлических альбомов всех времён, считает, что третий альбом британской группы — последний, записанный с участием Ронни Джеймса Дио, — не только уникален в своём жанре, но и его фэнтезийные мотивы оказали значительное влияние на становление пауэр-метала.
Музыкальный критик Мартин Попофф в своём обзоре для Goldmine Magazine написал: «По правде говоря, если бы вы попросили большую, но уважаемую комиссию из сотни знатоков классического рока составить список лучших альбомов, то альбом 1978 года „Long Live Rock ‘n’ Roll“, вероятно, занял бы одно из первых мест. Что касается вершин, то у нас есть эпический „Gates of Babylon“, монстр раннего спид-метала „Kill the King“, лихой и гимноподобный заглавный трек и скользкая „Lady of the Lake“, несмотря на прямые сравнения с „The Wanton Song“. Продюсерская работа Мартина Бёрча немного грубовата и тороплива, но она отлично сочетается с обложкой альбома, напоминающей средневековый пергамент».
Журнал Classic Rock дал смешанную рецензию на альбом Long Live Rock ‘n’ Roll, заметив, что он не идёт ни в какое сравнение ни с одним из своих предшественников. По мнению журналиста Нила Джеффриса, Ронни Джеймс Дио хорошо проявил себя в обжигающем рок-н-ролле «Kill The King», почти семиминутном эпическом «Gates Of Babylon» (близкий родственник и достойный конкурент песни Led Zeppelin «Kashmir»), а также неожиданно бодром заглавном треке. «Номер „LA Connection“ неплохо вошёл в топ-40 в Великобритании, но „The Shed (Subtle)“ очень слаб. Поклонники Дио всегда отмечают его превосходное пение в „Rainbow Eyes»“ но другие считают эту песню нетипичной и слишком длинной балладой, чьё главное достоинство – расположение в конце альбома, поскольку так её легче пропустить», — пишет обозреватель журнала.

## Список композиций
Все тексты написаны Ронни Джеймсом Дио.
| №  | Название                  | Музыка              | Длительность |
| -- | ------------------------- | ------------------- | ------------ |
| 1. | «Long Live Rock ’n’ Roll» | Блэкмор, Дио        | 4:21         |
| 2. | «Lady of the Lake»        | Блэкмор, Дио        | 3:39         |
| 3. | «L.A. Connection»         | Блэкмор, Дио        | 5:02         |
| 4. | «Gates of Babylon»        | Дио, Блэкмор, Стоун | 6:49         |

| №  | Название             | Музыка               | Длительность |
| -- | -------------------- | -------------------- | ------------ |
| 5. | «Kill the King»      | Дио, Блэкмор, Пауэлл | 4:29         |
| 6. | «The Shed (Subtle)»  | Дио, Блэкмор, Пауэлл | 4:47         |
| 7. | «Sensitive to Light» | Блэкмор, Дио         | 3:07         |
| 8. | «Rainbow Eyes»       | Блэкмор, Дио         | 7:11         |

| №   | Название                                                                   | Длительность |
| --- | -------------------------------------------------------------------------- | ------------ |
| 1.  | «Lady of the Lake» (rough mix, 4 July 1977)                                | 3:50         |
| 2.  | «Sensitive to Light» (rough mix, 4 July 1977)                              | 3:03         |
| 3.  | «L.A. Connection» (rough mix, 4 July 1977)                                 | 5:33         |
| 4.  | «Kill the King» (rough mix, 4 July 1977)                                   | 4:27         |
| 5.  | «The Shed (Subtle)» (rough mix, 4 July 1977)                               | 3:36         |
| 6.  | «Long Live Rock ’n’ Roll» (rough mix, 4 July 1977)                         | 4:19         |
| 7.  | «Rainbow Eyes» (rough mix, 4 July 1977)                                    | 6:55         |
| 8.  | «Long Live Rock ’n’ Roll» (Shepperton Film Studios rehearsal, August 1977) | 6:56         |
| 9.  | «Kill the King» (Shepperton Film Studios rehearsal, August 1977)           | 4:42         |
| 10. | «Long Live Rock ’n’ Roll» (live on the Don Kirschner Show, May 1978)       | 3:31         |
| 11. | «L.A. Connection» (live on the Don Kirschner Show, May 1978)               | 3:40         |
| 12. | «Gates of Babylon» (live on the Don Kirschner Show, May 1978)              | 6:35         |
| 13. | «L.A. Connection» (outtake from the Don Kirschner Show, May 1978)          | 5:11         |
| 14. | «Gates of Babylon» (outtake from the Don Kirschner Show, May 1978)         | 6:43         |

## Участники записи
Rainbow:
- Ричи Блэкмор — гитары; бас-гитара на треках 1-3, 6 и на треках 1-6 (rough mix) в подарочном издании 2012 года
- Ронни Джеймс Дио — вокал
- Кози Пауэлл — ударные
- Боб Дэйсли — бас-гитара на треках 4, 5 и 7
- Дэвид Стоун — клавишные на треках 4, 5 и 6, фортепианная концовка на треке 3
- Тони Кэри — клавишные на треках 1, 2 и 8

Приглашённые музыканты:
- Райнер Питч — дирижирование на «Gates of Babylon» и «Rainbow Eyes»
- Баварский струнный ансамбль — струнные на «Gates of Babylon»
- Руди Рисави — флейта на «Rainbow Eyes»
- Макс Хекер — блокфлейта на «Rainbow Eyes»

Струнный квартет на «Rainbow Eyes»
- Ференц Кишш — первая скрипка, концертмейстер
- Нико Николич — вторая скрипка
- Оттмар Махан — виола
- Карл Хайнц Фейт — виолончель

#### Публикации в газетах и журналах
- Jim Evans. Ramble Away Ronnie (англ.) // Record Mirror : magazine. — London: Spotlight Publications Ltd., 1977. — 26 November. — P. 26. — ISSN 0144-5804. Архивировано 23 июня 2023 года.

#### Публикации в онлайн-изданиях
- Eduardo Rivadavia. Why Rainbow's 'Long Live Rock 'n' Roll' Heralded End of an Era. In a career that's spanned a number of remarkably successful decades, Ritchie Blackmore was perhaps never more inspired, influential or powerful than in the period leading up to the release of his third studio set with Rainbow, Long Live Rock ‘n’ Roll, on April 9, 1978. (англ.). Ultimate Classic Rock (9 апреля 2013). Дата обращения: 19 августа 2025.